# His (Haute-Garonne)
Pour les articles homonymes, voir His.
His est une commune française située dans le sud du département de la Haute-Garonne, en région Occitanie. Sur le plan historique et culturel, la commune est dans le pays de Comminges, correspondant à l’ancien comté de Comminges, circonscription de la province de Gascogne située sur les départements actuels du Gers, de la Haute-Garonne, des Hautes-Pyrénées et de l'Ariège.
Exposée à un climat océanique altéré, elle est drainée par le Salat, et par divers autres petits cours d'eau. La commune possède un patrimoine naturel remarquable : un site Natura 2000 (« Garonne, Ariège, Hers, Salat, Pique et Neste »), un espace protégé (« la Garonne, l'Ariège, l'Hers Vif et le Salat ») et trois zones naturelles d'intérêt écologique, faunistique et floristique.
His est une commune rurale qui compte 236 habitants en 2022, après avoir connu une forte hausse de la population depuis 1975. Elle fait partie de l'aire d'attraction de Saint-Girons. Ses habitants sont appelés les Hisois ou  Hisoises.

## Géographie

### Localisation
La commune d'His se trouve dans le département de la Haute-Garonne, en région Occitanie.
Elle se situe à 71 km à vol d'oiseau de Toulouse, préfecture du département, à 20 km de Saint-Gaudens, sous-préfecture, et à 43 km de Bagnères-de-Luchon, bureau centralisateur du canton de Bagnères-de-Luchon dont dépend la commune depuis 2015 pour les élections départementales.
La commune fait en outre partie du bassin de vie de Salies-du-Salat.
Les communes les plus proches sont : 
Touille (1,7 km), Castagnède (1,7 km), La Bastide-du-Salat (2,0 km), Mane (2,1 km), Montgaillard-de-Salies (2,9 km), Lacave (3,8 km), Salies-du-Salat (4,2 km), Saleich (4,5 km).
Sur le plan historique et culturel, His fait partie du pays de Comminges, correspondant à l’ancien comté de Comminges, circonscription de la province de Gascogne située sur les départements actuels du Gers, de la Haute-Garonne, des Hautes-Pyrénées et de l'Ariège.
His est limitrophe de six autres communes dont une dans le département de l'Ariège.
Les communes limitrophes sont  Castagnède, La Bastide-du-Salat, Mane, Montgaillard-de-Salies, Saleich et Touille.
| Mane                   | Touille |                              |
| Montgaillard-de-Salies | His     | La Bastide-du-Salat (Ariège) |
|                        | Saleich | Castagnède                   |

### Géologie et relief
La superficie de la commune est de 505 hectares ; son altitude varie de 298  à   425 mètres.

### Hydrographie

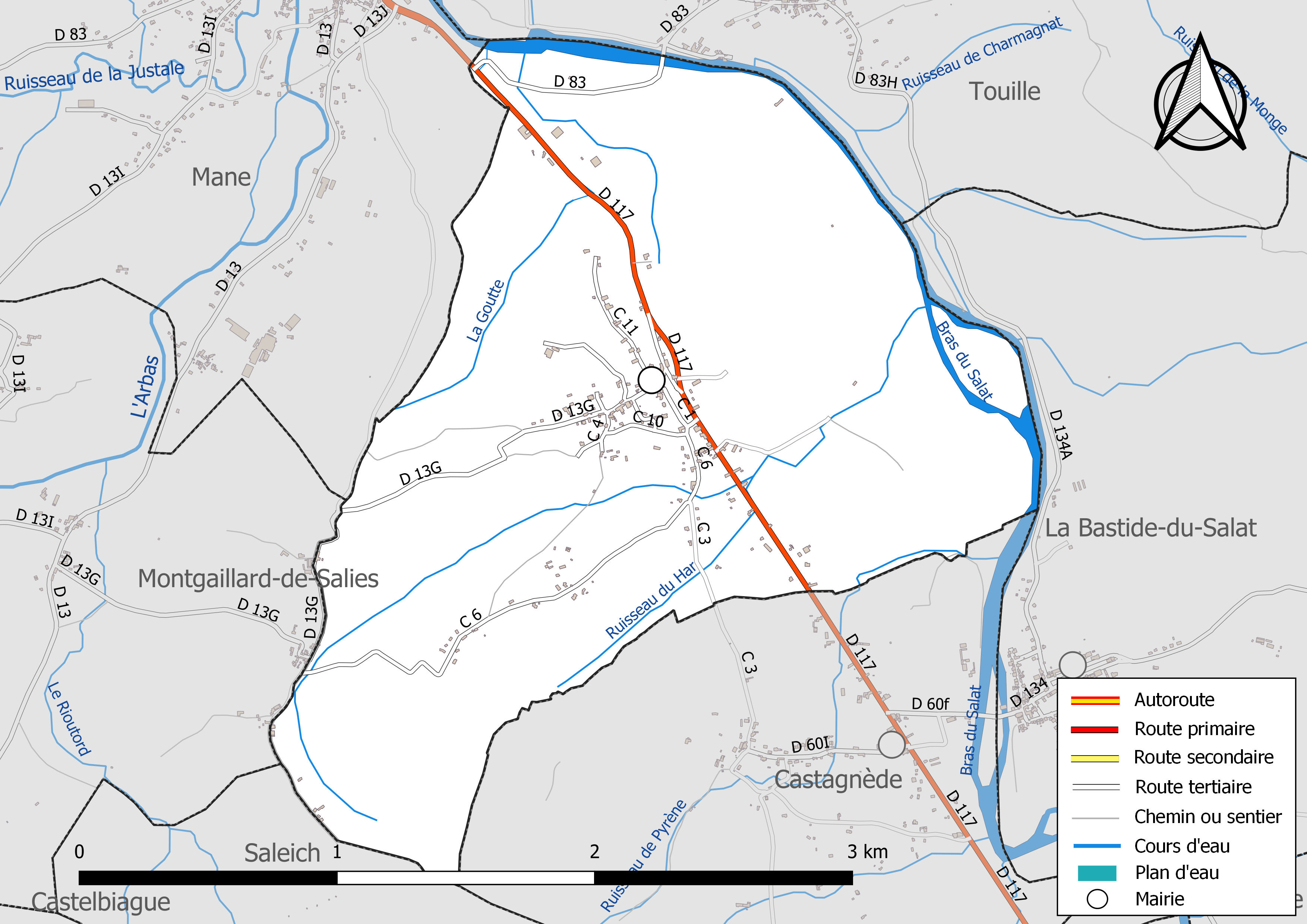
Réseaux hydrographique et routier d'His.

La commune est dans le bassin de la Garonne, au sein du bassin hydrographique Adour-Garonne. Elle est drainée par le Salat, un bras du Salat, la Goutte, le ruisseau de Pyrène, le ruisseau du Har et par divers petits cours d'eau, constituant un réseau hydrographique de 11 km de longueur totale,.

### Climat
Pour des articles plus généraux, voir Climat de l'Occitanie et Climat de la Haute-Garonne.
En 2010, le climat de la commune est de type climat océanique altéré, selon une étude s'appuyant sur une série de données couvrant la période 1971-2000. En 2020, Météo-France publie une typologie des climats de la France métropolitaine dans laquelle la commune est exposée à un climat de montagne ou de marges de montagne et est dans la région climatique Pyrénées centrales, caractérisée par une pluviométrie annuelle de 1 000 à 1 200 mm.
Pour la période 1971-2000, la température annuelle moyenne est de 12,5 °C, avec une amplitude thermique annuelle de 14,7 °C. Le cumul annuel moyen de précipitations est de 956 mm, avec 9,2 jours de précipitations en janvier et 6,9 jours en juillet. Pour la période 1991-2020, la température moyenne annuelle observée sur la station météorologique la plus proche, située sur la commune de Palaminy à 17 km à vol d'oiseau, est de 13,2 °C et le cumul annuel moyen de précipitations est de 715,2 mm,. Pour l'avenir, les paramètres climatiques de la commune estimés pour 2050 selon différents scénarios d'émission de gaz à effet de serre sont consultables sur un site dédié publié par Météo-France en novembre 2022.

### Milieux naturels et biodiversité

#### Espaces protégés
La protection réglementaire est le mode d’intervention le plus fort pour préserver des espaces naturels remarquables et leur biodiversité associée,.
Un  espace protégé est présent sur la commune : 
« la Garonne, l'Ariège, l'Hers Vif et le Salat », objet d'un arrêté de protection de biotope, d'une superficie de 1 658,7 ha.

#### Réseau Natura 2000

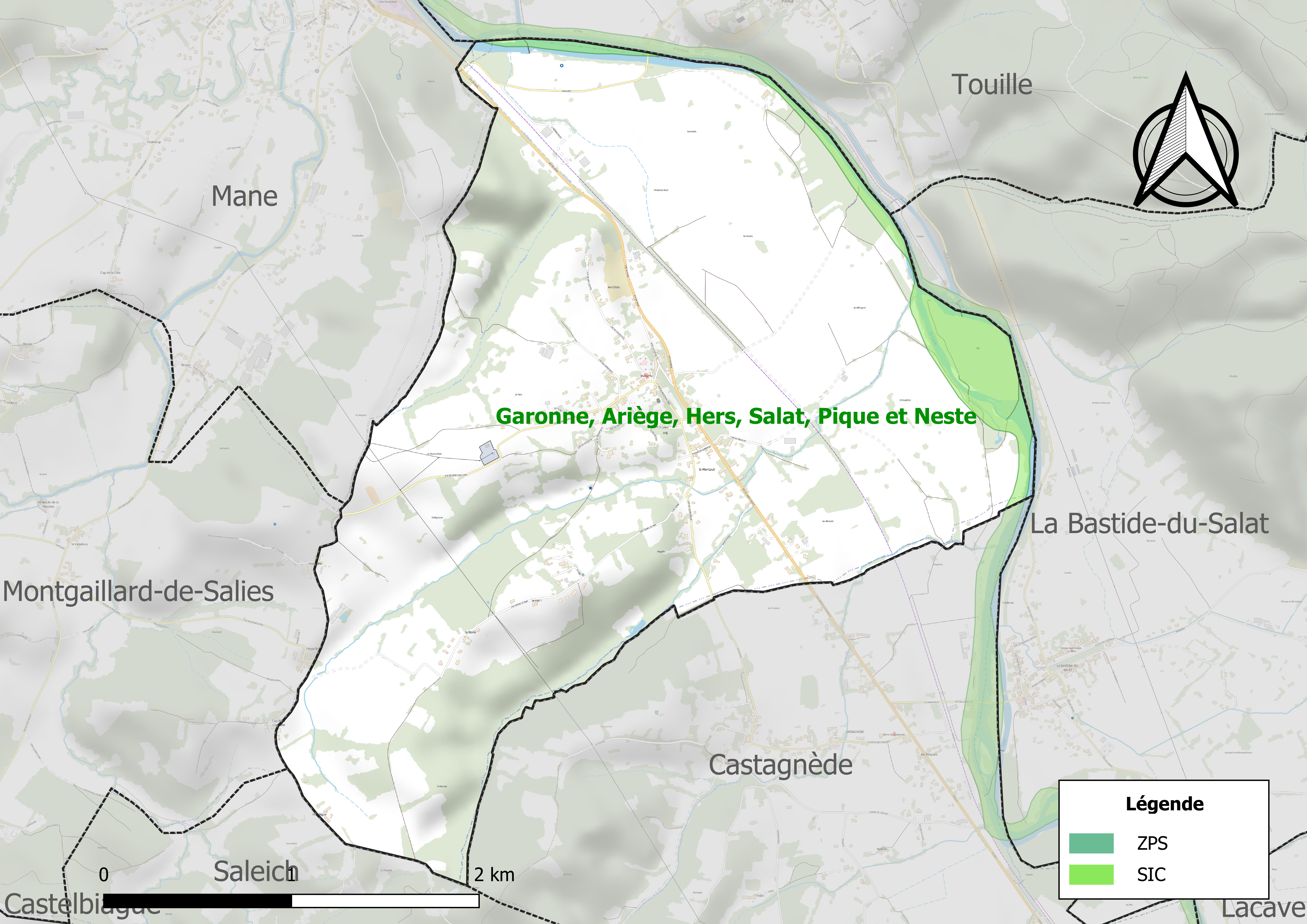
Site Natura 2000 sur le territoire communal.

Le réseau Natura 2000 est un réseau écologique européen de sites naturels d'intérêt écologique élaboré à partir des directives habitats et oiseaux, constitué de zones spéciales de conservation (ZSC) et de zones de protection spéciale (ZPS).
Un site Natura 2000 a été défini sur la commune au titre de la directive habitats : « Garonne, Ariège, Hers, Salat, Pique et Neste », d'une superficie de 9 581 ha, un réseau hydrographique pour les poissons migrateurs (zones de frayères actives et potentielles importantes pour le Saumon en particulier qui fait l'objet d'alevinages réguliers et dont des adultes atteignent déjà Foix sur l'Ariège.

#### Zones naturelles d'intérêt écologique, faunistique et floristique

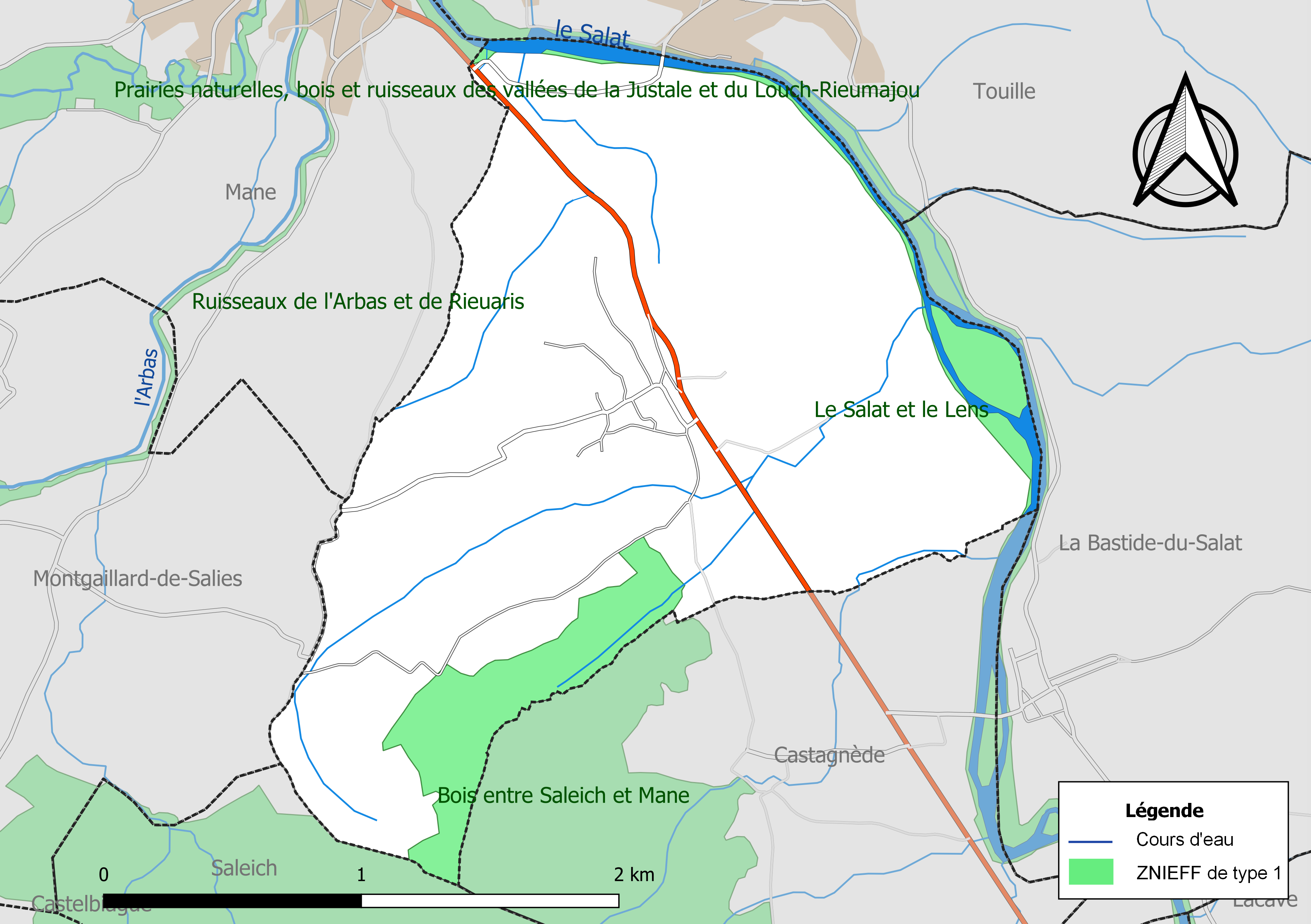
Carte des ZNIEFF de type 1 localisées sur la commune.

L’inventaire des zones naturelles d'intérêt écologique, faunistique et floristique (ZNIEFF) a pour objectif de réaliser une couverture des zones les plus intéressantes sur le plan écologique, essentiellement dans la perspective d’améliorer la connaissance du patrimoine naturel national et de fournir aux différents décideurs un outil d’aide à la prise en compte de l’environnement dans l’aménagement du territoire.
Deux ZNIEFF de type 1 sont recensées sur la commune :
les « bois entre Saleich et Mane » (882 ha), couvrant 6 communes du département et 
« le Salat et le Lens » (713 ha), couvrant 32 communes dont 21 dans l'Ariège et 11 dans la Haute-Garonne
et une ZNIEFF de type 2, : 
le « massif de l'Arbas » (27 233 ha), couvrant 45 communes dont 24 dans l'Ariège et 21 dans la Haute-Garonne.

## Urbanisme

### Typologie
Au 1er janvier 2024, His est catégorisée commune rurale à habitat dispersé, selon la nouvelle grille communale de densité à sept niveaux définie par l'Insee en 2022.
Elle est située hors unité urbaine. Par ailleurs la commune fait partie de l'aire d'attraction de Saint-Girons, dont elle est une commune de la couronne,. Cette aire, qui regroupe 70 communes, est catégorisée dans les aires de moins de 50 000 habitants,.

### Occupation des sols
L'occupation des sols de la commune, telle qu'elle ressort de la base de données européenne d’occupation biophysique des sols Corine Land Cover (CLC), est marquée par l'importance des territoires agricoles (85,6 % en 2018), une proportion identique à celle de 1990 (85,6 %). La répartition détaillée en 2018 est la suivante : 
terres arables (35 %), zones agricoles hétérogènes (33,1 %), prairies (17,5 %), forêts (14,4 %). L'évolution de l’occupation des sols de la commune et de ses infrastructures peut être observée sur les différentes représentations cartographiques du territoire : la carte de Cassini (XVIIIe siècle), la carte d'état-major (1820-1866) et les cartes ou photos aériennes de l'IGN pour la période actuelle (1950 à aujourd'hui).

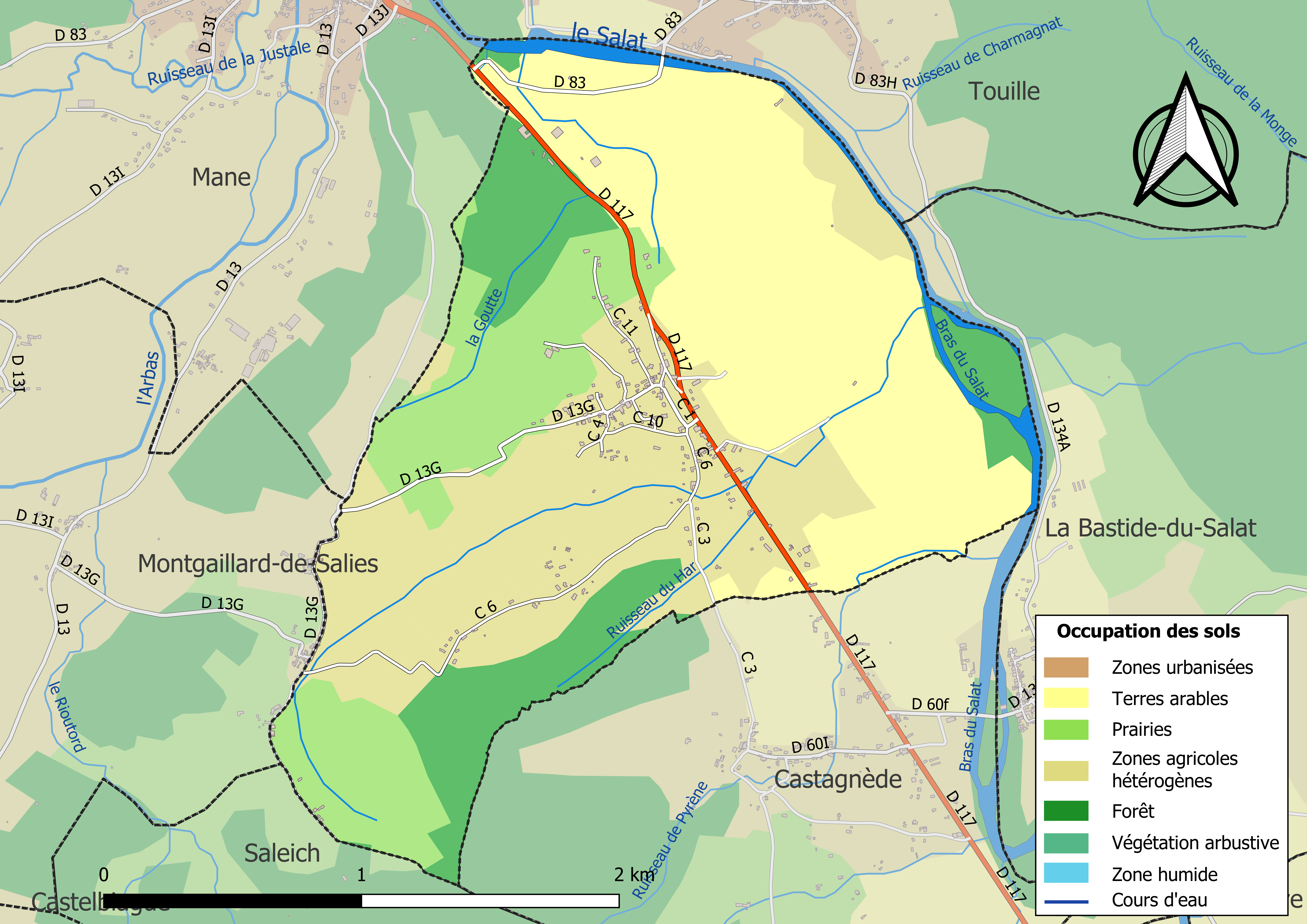
Carte des infrastructures et de l'occupation des sols de la commune en 2018 (CLC).

### Voies de communication et transports
Elle est traversée par la RD 117 et les dessertes de la ligne par autocar de Boussens à Saint-Girons complétée par la ligne régionale de bus de Toulouse à Saint-Girons.

### Risques majeurs
Le territoire de la commune d'His est vulnérable à différents aléas naturels : météorologiques (tempête, orage, neige, grand froid, canicule ou sécheresse), inondations, mouvements de terrains et séisme (sismicité modérée). Un site publié par le BRGM permet d'évaluer simplement et rapidement les risques d'un bien localisé soit par son adresse soit par le numéro de sa parcelle.
Certaines parties du territoire communal sont susceptibles d’être affectées par le risque d’inondation par débordement de cours d'eau, notamment le Salat. La commune a été reconnue en état de catastrophe naturelle au titre des dommages causés par les inondations et coulées de boue survenues en 1982, 1999, 2009 et 2018,.

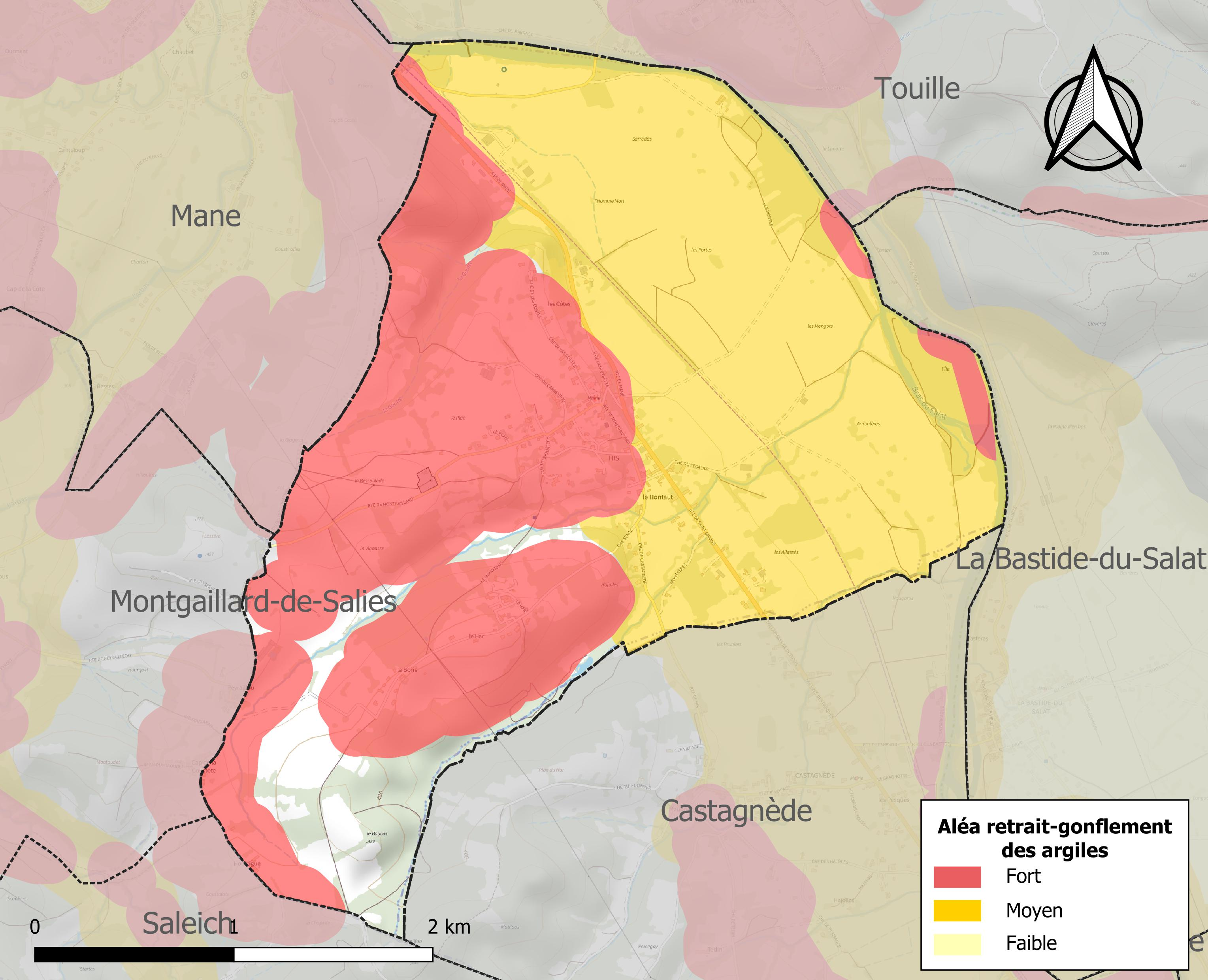
Carte des zones d'aléa retrait-gonflement des sols argileux d'His.

La commune est vulnérable au risque de mouvements de terrains constitué principalement du retrait-gonflement des sols argileux. Cet aléa est susceptible d'engendrer des dommages importants aux bâtiments en cas d’alternance de périodes de sécheresse et de pluie. 91,3 % de la superficie communale est en aléa moyen ou fort (88,8 % au niveau départemental et 48,5 % au niveau national). Sur les 124 bâtiments dénombrés sur la commune en 2019, 123 sont en aléa moyen ou fort, soit 99 %, à comparer aux 98 % au niveau départemental et 54 % au niveau national. Une cartographie de l'exposition du territoire national au retrait gonflement des sols argileux est disponible sur le site du BRGM,.
Par ailleurs, afin de mieux appréhender le risque d’affaissement de terrain, l'inventaire national des cavités souterraines permet de localiser celles situées sur la commune.
Concernant les mouvements de terrains, la commune a été reconnue en état de catastrophe naturelle au titre des dommages causés par la sécheresse en 2003 et par des mouvements de terrain en 1999.

## Toponymie
Au XVIe siècle, la localité était désignée sous la dénomination de lieu d'Ahis. Cette appellation semble découler du fait que le village était construit en grande partie sur un léger promontoire, au-dessus de la vallée du Salat.

## Histoire
Des documents portant le cachet du seigneur de Roquefort laissent supposer que le lieu d'Ahis dépendait de cette seigneurie.
Une famille Déqué portait, au XVIIe siècle, le titre de « Déqué de Moncaup ». Lors de la vente de la baronnie d'Aspet (1642-1643), Géraud Déqué, sieur de Moncaup, acheta le 1er mars 1643 les seigneuries d'Affis (ou His) et de Mauvezin pour le compte de Jacques de Nostenx. Il acquit Montastruc, Rouède, Arbas et Saint Martin pour celui de Jacques de Tersac. Il garda pour lui Saleich dont il devint le seigneur.
En 1667, par édit du mois d'avril le roi Louis XIV ordonne le rachat des dix-huit paroisses engagées en 1642 et 1643. Elles rentrèrent toutes dans le domaine royal. Mais par la suite, certaines furent vendues à nouveau (Castelbiague - Pointis-Inard - Alas Agert Balagué). D'autres restèrent en paréage avec le roi (Affis, Arbas, Ganties, Mauvezin, Montastruc et Rouède) ou restèrent définitivement sous la main du roi, seul seigneur (Aspet, Chein, Escaich, Estadens, Montgauch-Bareilles et Saleich).
De 1866 à 1969, la commune a bénéficié d'une halte voyageurs sur la ligne de Boussens à Saint-Girons intitulée "His - Mane - Touille" pour les trois communes concernées.

## Politique et administration

### Administration municipale
Le nombre d'habitants au recensement de 2011 étant compris entre 100 et 499, le nombre de membres du conseil municipal pour l'élection de 2014 est de onze,.

### Rattachements administratifs et électoraux
Commune faisant partie de la huitième circonscription de la Haute-Garonne, de la communauté de communes Cagire-Garonne-Salat et du canton de Bagnères-de-Luchon (avant le redécoupage départemental de 2014, His faisait partie de l'ex-canton de Salies-du-Salat et, avant le 1er janvier 2017, de la Communauté de communes du canton de Salies-du-Salat).

### Liste des maires
| Période                                  | Période   | Identité          | Étiquette | Qualité                    |
| ---------------------------------------- | --------- | ----------------- | --------- | -------------------------- |
| Les données manquantes sont à compléter. |           |                   |           |                            |
| avant 1988                               | ?         | Alain Soulé       | PS        |                            |
|                                          |           | Jean Dedieu       |           |                            |
|                                          | ?         | Albert Sénac      |           |                            |
|                                          | mars 2001 | Jean-Pierre Guèze |           |                            |
| mars 2001                                | 2020      | Alain Soulé       | PS        | Retraité de l'enseignement |
| 2020                                     | En cours  | Éric Saint-Martin |           |                            |

## Population et société

### Démographie
| 1793 | 1800 | 1806 | 1821 | 1831 | 1836 | 1841 | 1846 | 1851 |
| ---- | ---- | ---- | ---- | ---- | ---- | ---- | ---- | ---- |
| 289  | 285  | 315  | 324  | 346  | 369  | 450  | 461  | 441  |

| 1856 | 1861 | 1866 | 1872 | 1876 | 1881 | 1886 | 1891 | 1896 |
| ---- | ---- | ---- | ---- | ---- | ---- | ---- | ---- | ---- |
| 387  | 372  | 361  | 335  | 332  | 324  | 312  | 317  | 316  |

| 1901 | 1906 | 1911 | 1921 | 1926 | 1931 | 1936 | 1946 | 1954 |
| ---- | ---- | ---- | ---- | ---- | ---- | ---- | ---- | ---- |
| 300  | 315  | 288  | 260  | 244  | 239  | 224  | 213  | 244  |

| 1962 | 1968 | 1975 | 1982 | 1990 | 1999 | 2005 | 2006 | 2010 |
| ---- | ---- | ---- | ---- | ---- | ---- | ---- | ---- | ---- |
| 216  | 238  | 203  | 210  | 192  | 178  | 207  | 208  | 232  |

| 2015 | 2020 | 2022 | - | - | - | - | - | - |
| ---- | ---- | ---- | - | - | - | - | - | - |
| 223  | 236  | 236  | - | - | - | - | - | - |

### Enseignement
His fait partie de l'académie de Toulouse.

### Culture et festivité

#### Associations du village
- Le comité des fêtes appelé « Le Foyer rural ».
- Les Six Jours de His.
- Le club de pétanque : Le Cochonnet hissois.
- L'association de chasse.

### Écologie et recyclage
La déchetterie la plus proche se trouve à Mane au lieudit "Les Espiades", Chemin des Isles

## Économie

### Revenus
En 2018  (données Insee publiées en septembre 2021), la commune compte 97 ménages fiscaux, regroupant 213 personnes. La médiane du revenu disponible par unité de consommation est de 18 780 € (23 140 € dans le département).

### Emploi
|                | 2008  | 2013  | 2018   |
| -------------- | ----- | ----- | ------ |
| Commune        | 3,6 % | 5,5 % | 12,1 % |
| Département    | 7,7 % | 9,6 % | 9,3 %  |
| France entière | 8,3 % | 10 %  | 10 %   |

En 2018, la population âgée de 15 à 64 ans s'élève à 135 personnes, parmi lesquelles on compte 72,1 % d'actifs (60 % ayant un emploi et 12,1 % de chômeurs) et 27,9 % d'inactifs,. En  2018, le taux de chômage communal (au sens du recensement) des 15-64 ans est supérieur à celui du département et de la France, alors qu'en 2008 la situation était inverse.
La commune fait partie de la couronne de l'aire d'attraction de Saint-Girons, du fait qu'au moins 15 % des actifs travaillent dans le pôle,. Elle compte 59 emplois en 2018, contre 42 en 2013 et 63 en 2008. Le nombre d'actifs ayant un emploi résidant dans la commune est de 83, soit un indicateur de concentration d'emploi de 71,5 % et un taux d'activité parmi les 15 ans ou plus de 52,8 %.
Sur ces 83 actifs de 15 ans ou plus ayant un emploi, 13 travaillent dans la commune, soit 16 % des habitants. Pour se rendre au travail, 91,9 % des habitants utilisent un véhicule personnel ou de fonction à quatre roues, 1,2 % s'y rendent en deux-roues, à vélo ou à pied et 7 % n'ont pas besoin de transport (travail au domicile).

### Activités hors agriculture
19 établissements sont implantés  à His au 31 décembre 2019.
Le secteur des activités spécialisées, scientifiques et techniques et des activités de services administratifs et de soutien est prépondérant sur la commune puisqu'il représente 26,3 % du nombre total d'établissements de la commune (5 sur les 19 entreprises implantées  à His), contre 19,8 % au niveau départemental.

### Agriculture
|               | 1988 | 2000 | 2010 | 2020 |
| ------------- | ---- | ---- | ---- | ---- |
| Exploitations | 11   | 11   | 7    | 4    |
| SAU (ha)      | 231  | 171  | 181  | 194  |

La commune est dans « La Rivière », une petite région agricole localisée dans le sud du département de la Haute-Garonne, constituant la partie piémont au relief plus doux que les Pyrénées centrales la bordant au sud et où la vallée de la Garonne s’élargit. En 2020, l'orientation technico-économique de l'agriculture  sur la commune est l'élevage de bovins, pour la viande. Quatre exploitations agricoles ayant leur siège dans la commune sont dénombrées lors du recensement agricole de 2020 (onze en 1988). La superficie agricole utilisée est de 194 ha,,.

## Culture locale et patrimoine

### Lieux et monuments
- L'église Saint-Jean-Baptiste arbore un clocher-mur qui a la forme d'un cœur.

### Personnalités liées à la commune
- Fabien Duchein, homme politique né à His
- Edith Moskovic, exilée avec sa famille juive à His en 1940 et 1941

## Pour approfondir